# اوتورینو کواگلیرینی
اوتورینو کواگلیرینی (انگلیسی: Ottorino Quaglierini؛ ۱۸ مه ۱۹۱۵ – 25 july 1992) ورزشکار روئینگ اهل ایتالیا بود.
وی در مسابقات کشوری و بین‌المللی در مجموع برندهٔ ۵ مدال طلا، ۲ مدال نقره، ۱ مدال برنز شده‌است.